# Grande compagnie du Luxembourg
Pour les articles homonymes, voir GCL.
La Grande compagnie du Luxembourg (GCL) est une société anonyme de droit belge créée en 1846 pour exploiter et réaliser la concession de la ligne du Luxembourg, avec les embranchements et prolongements prévus et reprendre une partie des droits de l'ancienne Société du Luxembourg. Elle est rachetée par les Chemins de fer de l'État belge en 1873.
La ligne du Luxembourg était la seule ligne d’une compagnie privée à desservir directement la ville de Bruxelles. Elle fut également exploitée entre Bruxelles et Ottignies par des trains du Grand Central Belge

## Histoire
La société anonyme dénommée Grande compagnie du Luxembourg, créée le 11 septembre 1846, est autorisée par l'arrêté du 1er octobre 1846, publié dans le moniteur du 10 octobre 1846, signé par le roi Léopold Ier de Belgique. Elle reprend les actifs de l'ancienne Société du Luxembourg apportés par MM. de Clossmann et consorts. Ils comportent notamment la concession du chemin de fer du Luxembourg, accordée par la loi du 18 juin 1846. Ces apports comportent également la concession perpétuelle du canal de Meuse et Moselle entre Angleur et La Roche-en-Ardenne, des concessions de mines et l'ensemble des biens meubles et immeubles de l'ancienne société.
Le cahier des charges de la concession initiale prévoit que le point de départ du chemin de fer se trouve à Bruxelles dans le quartier Léopold. Il se dirigerait ensuite vers Wavre, et emprunterait la ligne du Chemin de fer de Louvain à la Sambre jusqu'à un point situé entre Wavre et Gembloux, avant d'atteindre Namur. De là, il atteindrait Arlon en passant par Ciney, Rochefort et Recogne (près de Libramont). Ce chemin de fer aurait deux embranchements obligés vers l'Ourthe (en direction de Liège) et Bastogne. Un raccordement serait construit[Par qui ?] entre la station terminale de Bruxelles et la gare de Bruxelles-Nord, des Chemins de fer de l'État belge. Ce chemin de fer pourra être prolongé jusqu'aux frontières françaises et luxembourgeoises (vers Longwy et Luxembourg).
- la faillite du Chemin de fer de Louvain à la Sambre et le relief compliqué conduisirent la Grande Compagnie du Luxembourg à éviter Wavre au profit d'Ottignies
- le manque de moyen et le relief difficile conduisit également à éviter Rochefort, au profit de Jemelle, et à choisir un tracé différent entre Recogne et Arlon

En 1854, alors que la ligne du Luxembourg n'est pas encore achevée, la Grande compagnie du Luxembourg parvint à se voir attribuer la concession ferroviaire de la croix de Hesbaye (actuelles lignes 142 et 147), ce qui promettait à la compagnie de nombreux débouchés issus de ces lignes à construire, qui se raccordent à la ligne du Luxembourg à Gembloux et Namur. Cependant, faute de moyens, la Grande compagnie du Luxembourg se retira du projet, lequel sera finalement achevé entre 1865 et 1869 par la Compagnie du Chemin de Fer de Tamines à Landen, une composante de la Société générale d'exploitation de chemins de fer.
En 1863, un accord avec l’État lui accorde une concession ferroviaire entre Angleur et Marloie, la ligne de l'Ourthe, et la décharge entièrement de l'obligation de prolonger le canal de l'Ourthe entre Comblain-au-Pont et La Roche-en-Ardenne. En contrepartie, la concession du canal, qui a été construit en 1847 entre Angleur et Comblain-au-Pont n'est plus perpétuelle et doit prendre fin en même temps que celle du chemin de fer[Laquelle ?].
Par la convention du 31 janvier 1873 la compagnie cède ses droits, notamment de ses concessions de chemins de fer, à l'État belge.

## Réseau
La Grande Compagnie du Luxembourg exploitait trois lignes au moment de sa reprise :
- une ligne reliant Bruxelles-Quartier-Léopold à Arlon, la Ligne du Luxembourg, ouverte de 1854 à 1859 et son prolongement entre la gare du Quartier-Léopold et la gare de Bruxelles-Nord ou de Bruxelles-Allée-Verte (ouvert dans les années 1860) ;
- une ligne reliant Marloie à Angleur, la Ligne de l'Ourthe ;
- une courte ligne reliant Gare de Libramont à Bastogne, qui sera plus tard prolongée et deviendra la ligne 163.

Bien que prévue pour la double voie, la ligne du Luxembourg était encore à simple voie sur une grande part de son parcours. Le reste du réseau était également à simple voie.
Le manque de moyens (ligne à simple voie exploitée uniquement de jour, rails en fer, jusque dans les années 1870, locomotives et wagons trop peu nombreux, voitures à voyageurs vétustes) souleva des protestations des industriels, car le volume limité des échanges freinait leur expansion.
- cette insuffisance est une des causes de la mise en chantier de la ligne Athus-Meuse (lignes 165 et 166)
- elle fut également citée comme cause de la catastrophe ferroviaire de Grupont (survenue 8 mois après la nationalisation de la GCL)

Il existait plusieurs dépôts de locomotives notamment au Quartier-Léopold, à Namur[réf. nécessaire], Jemelle et Arlon. Les bâtiments administratifs et les ateliers de réparation se trouvaient à la gare du Quartier Léopold.

## Matériel roulant
Pour faire face aux rampes difficiles, la Grande compagnie du Luxembourg avait mis en service une flotte hétéroclite de locomotives, principalement de dispositions d’essieux 030 et 040. Au moment de son rachat par l’État en 1873, la compagnie possédait un effectif de 108 locomotives de divers types auxquelles se rajoutaient 20 locomotives en cours de construction qui furent livrées après le rachat de la compagnie.
Leur numérotation se faisait en fonction de l'ordre de livraison et les numéros laissés vacants lors de la radiation de locomotives anciennes étaient attribués à de nouveaux engins[réf. nécessaire]. Les plus anciennes locomotives possédaient également un nom de baptême.
Les locomotives les plus puissantes restèrent utilisées sur la ligne du Luxembourg jusque dans les années 1880 tandis que les autres seront mutées ou démolies. Certaines étaient encore en service en 1914. Contrairement aux locomotives de la Société Générale d'Exploitation, dont de nombreux exemplaires, mêmes récents, furent démolis, la plupart des locomotives de la GCL eurent encore une carrière d'au-moins 10 à 15 ans.

### Liste du matériel moteur de la Grande compagnie du Luxembourg
La Grande Compagnie du Luxembourg a utilisé les locomotives suivantes :
- Deux locomotives pour voyageurs de disposition d'essieux 120 à roues de 1 690 mm, construites par la Société de Saint-Léonard en 1854 et numérotées 1 « Duchesse de Brabant » et 2 « Duc de Brabant ».
  - en 1873, elles furent renumérotées 852 et 853 ; transformées en locomotives-tender en 1880 et 1881, elles sont radiées en 1888.
- Deux locomotives pour marchandises de disposition 120 à roues de 1 310 mm construites par Cockerill en 1854. Numérotées 3 et 4, elles assureront surtout les manœuvres et la navette vers Bruxelles-Nord ; numérotées par l’État belge 970 et 971, elles furent radiées en 1881.
- Quatre locomotives pour trains de voyageurs construites par Cockerill la même année et numérotées 5 à 8. Deux d'entre-elles roulaient encore en 1873 ; elles reçurent les numéros 854 et 855 et s'éteignirent trois ans plus tard.
- Six locomotives de disposition 030 à roues de 1 450 mm, construites par la Saint-Léonard en 1856-57 et numérotées 9 « Ciney », 10 « Marche », 11 « Rochefort », 12 « Saint-Hubert », 13 « Neufchâteau », et 14 « Grupont ». La première avait une chaudière différente au timbre inférieur et un empattement légèrement plus grand.
  - en 1873, elles furent renumérotées 877 à 882 ; les 878-882 furent classées dans le type 39 des Chemins de fer de l’État belge. La 877 fut radiée en 1881, les cinq autres en 1890.
- Trois locomotives pour voyageurs de disposition 021 à roues de 1 690 mm, construites par la Saint-Léonard en 1857-1858 et numérotées 15 « Recogne », 16 « Habay », et 17 « Assesse ».
  - elles furent numérotées 856-858 en 1873 et transformées en locomotives-tender de disposition 022[6] en 1881. Les deux premières furent radiées en 1889 et 1883 ; la 858 fut mise hors service en 1912 à l'âge respectable de 54 ans.
- Neuf locomotives quasiment identiques à la série des 9 à 14 construites par Saint-Léonard de 1857 à 1859 et numérotées 18 « Haversin », 19 « La Meuse », 20 « L'Ourthe », 21 « La Lesse », 22 « Arlon », 23 « Les Ardennes », 24 « La Semois », 25 « Bouillon » et 26 « Virton ».
  - renumérotées 883 à 891 par l’État belge et classées dans le type 37, elles furent radiées entre 1889 et 1890, sauf les 884 et 891 qui furent mises hors service en 1883.
- 19 locomotives, très proches du modèle précédent mais munies de roues de 1 310 mm furent livrées par le même constructeur entre 1860 et 1865. Elles étaient numérotées 27 « La grotte de Han », 28 « Matthew Uzielli », 32 à 36, 44 à 46, 47 « L'Attert », 48 « L'Aisne », 49 « La Golnay », 50 « La Teime », et 51 « La Marche », 52 « Les Alleynes » et 53 à 55.
  - L’effectif, encore complet, est renuméroté 892 à 910 et classé dans le type 36[7] par l’État belge. Elles furent radiées de 1881 à 1899 sauf la 905 qui avait été dotée d'une nouvelle chaudière à foyer Belpaire en 1881 ; elle resta en service jusqu'en 1912.
- Trois locomotives pour voyageurs de disposition 120 à cylindres extérieurs et à roues motrices de 1 690 mm et à chaudière disposée très bas, construites par Saint-Léonard en 1861 et 1862. Elles étaient immatriculées 29 « Messancy », 30 « Orval » et 37 « Athus ».
  - L’État belge les renumérota 859 à 861 et procéda à la transformation des 860 et 861 en locomotives-tender en 1881. La 859 avait déjà été radiée en 1877 ; les deux machines transformées furent mises au rebut en 1888.
- Une locomotive de disposition 121 à roues de 1 700 mm, destinée aux trains de voyageurs, numérotée 31 et baptisée « La Vière », fut construite par Robert Stephenson & Co. en 1860. Cette locomotive à cylindres extérieurs possédait un aspect particulier dû à sa boite à fumée à l'avant incliné, sa chaudière très basse, ses couvre-roues ornés et son dôme de vapeur disposé sur la boite à feu. Renumérotée 862 par l’État belge, elle fut radiée en 1880.
- Six locomotives, copiant le modèle précédent avec une chaudière et des cylindres élargis et des roues de 1 760 mm, furent construites par Cockerill en 1862. Également affectées aux express, elles étaient numérotées 38 à 43.
  - L’État belge les renumérota 863 à 868, classées dans le type 12, et les transforma en locomotives-tender en 1875 et 1876. Ainsi transformées, elles furent utilisées sur des trains de banlieue, notamment sur la ligne vers Tervueren. La 864 disparaît des effectifs dès 1883 ; les 863, 866 et 868 en 1889 ; la 865 en 1893 et la 867, dernière de sa série, en 1897.
- 27 locomotives de disposition 030 furent livrées de 1866 à 1867. Ces locomotives, plus puissantes, ont des roues de 1 450 mm et un empattement plus grand. Les 56 à 63 et 80 à 90 furent construites par Charles Evrard ; les 64 à 71 par Cockerill.
  - L’État belge classa ces locomotives dans le type 35 et les ré-immatricula 911 à 397. La 928 fut retirée prématurément en 1882 tandis que les autres le seront de 1890 à 1904. En 1901 et 1903, le Chemin de fer Gand-Terneuzen racheta six machines en bon état qui reçurent de nouvelles chaudières en 1909. Ces vénérables machines roulaient encore en 1930 lorsque la SNCB racheta la compagnie du Gand-Terneuzen, elles furent alors envoyées à la ferraille.
- Huit locomotives de disposition 120 à roues de 1 700 mm destinées aux trains de voyageurs, construites par Saint-Léonard en 1866 et numérotées 72 à 79.
  - L’État belge classa ces locomotives dans le type 11 et les ré-immatricula 869 à 876. Elles finirent leur carrière autour d'Anvers entre 1881 et 1885 sauf les 847 et 872, radiées respectivement en 1899 et 1904.
- Six locomotives de disposition 030 à roues de 1 310 mm dotées d'un foyer Belpaire carré, construites par la Compagnie belge (ex Charles Evrard) en  et numérotées 91 à 96.
  - L’État belge les classe dans le type 38 (938 à 943) et les utilise un temps entre Namur et Arlon. Elles sont retirées du service entre 1891 et 1904.
- En 1870, Cockerill livre les 030 n°97 à 101 qui sont des copies conforme du type 28 État belge[8]. Classées dans ce type après le rachat par l'Etat et numérotées 944 à 948, elles sont dotées de nouvelles chaudière et du frein Westighouse. En 1882, la 946 devient une type 2bis de disposition 120 (ayant troqué ses deux roues motrices de 1 410 mm contre des roues de 1 700) ; elle est retirée du service en 1906. La 944 est ferraillée pendant la Première Guerre mondiale et deux autres sont retirées en 1923 et 1927, laissant la 948 recevoir un nouveau matricule SNCB (2801) quelques mois avant sa radiation en 1931. C'est alors l'une des deux type 28 belges encore en service et la dernière locomotive ex-GCL.
- La GCL sera la première compagnie de chemin de fer belge à commander des locomotives à tender séparé dotées de quatre essieux moteurs. Construites en deux variantes par la Compagnie belges, elles sont baptisées Engerth comme les 040 des chemins de fer de l'Est auxquelles elles sont apparentées bien qu'il ne s'agisse pas de locomotives articulées. Les 102 à 107 (futur type 23 n°949 à 954) arrivent en 1871-1872 les 115 à 122 (futur type 24 n°955 à 962) en 1873. Les secondes ont une chaudière et un foyer plus longs, augmentant l'empattement, et leurs roues font 1 270 mm au lieu de 1 260. Utilisées entre Namur et Arlon, elles sont finalement envoyées vers les dépôts d'Ath et de Saint-Ghislain où leur carrière s'achève entre 1890 et 1904. L’État ne donnera pas suite à ces deux séries et il faudra attendre les années 1910 pour qu'il renonce aux locomotives de ligne à trois essieux moteurs.
- En 1872, la GCL réceptionne une 030+030T à deux chaudières (système Fairlie) construite par la société de Sheffield Yorkshire Engine co. Numérotée 108 et baptisée du nom du directeur de la GCL William Fenton, elle ne donne pas de résultats satisfaisants. Utilisée sur des trains de marchandises Bruxelles-Namur, puis entre les gares du Quartier Léopold et de l'Allée-Verte par l’État belge, qui l'avait renumérotée 969 et utilisait pour ce même service des 040T issues de la Société Générale d'Exploitation, elle se trouve à Arlon au moment de sa mise à la retraite en 1889 et y est démolie l'année d'après.
- Une autre locomotive expérimentale, 020+020T système Meyer, a roulé en 1870-1871 sur le réseau de la GCL. D'autres réseaux français et suisses l'ont également empruntée et elle finit sa vie sur le réseau des Charentes.
- En 1873, la même firme livre les 109 à 114 : de belles 030 pour trains de voyageurs dotées de roues de 1 524 mm. Classées dans le type 42 (numéros 963 à 968), elles seront utilisées entre Bruxelles et Namur, avant d'être reléguées aux mêmes trains de marchandises que les type 35 sur cette section. Reconstruites en 1884, elles se retrouvent à Termonde, puis Gand en 1900 et sont retirées du service entre 1898 et 1904 sauf la 964, démolie à la fin de la Première Guerre.
- Commandées par la GCL avec les numéros 123 à 128 mais réceptionnées par l’État après le rachat de 1873, les 030T du type 55 (972 à 977) étaient des locomotives de manœuvres qui ont également remorqué des trains de banlieue entre Bruxelles et Ottignies à leurs débuts. Leur carrière se fera dans les grandes gares de la ligne du Luxembourg. Elles sont retirées du service de 1889 à 1907, les deux dernières avaient été mutées à Schaerbeek en 1906 avec la fermeture des ateliers du Quartier Léopold.

Il convient également de mentionner que l’État belge affectera à la ligne du Luxembourg durant les années 1870 des locomotives récentes de disposition 030 et 120 issues du rachat de la SGE et de la Compagnie de Virton en attendant de disposer de suffisamment de locomotives de forte puissance. Le type 28 État belge servira de base aux locomotives des types 2 et 29, conçues respectivement pour le service des voyageurs et des marchandises sur la ligne du Luxembourg et construites en grandes quantités.

## Gares

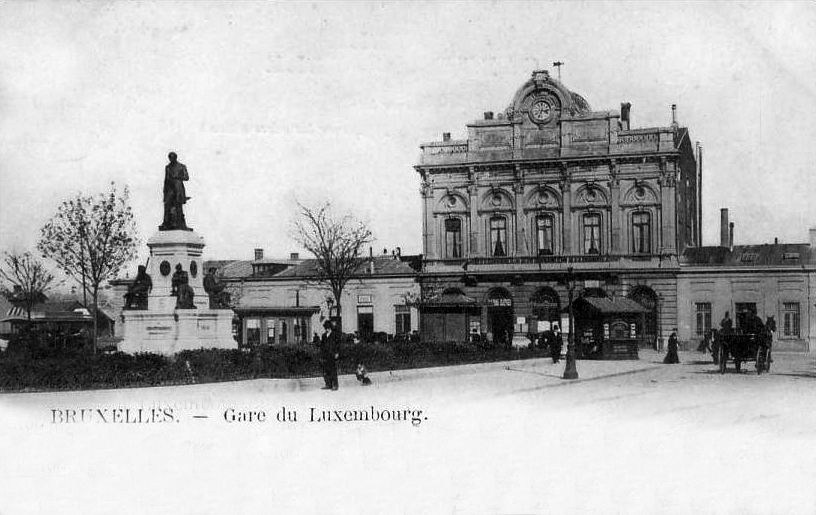
Bruxelles-Luxembourg au début du XXe siècle.

Faute de moyens, la Grande Compagnie du Luxembourg n'a pas pu doter tous ses arrêts de bâtiments en dur ; en outre, un certain nombre de bâtiments sont rapidement devenus sous-dimensionnés et ont été remplacés dès les années 1880-1900, parfois sans avoir été photographiés.

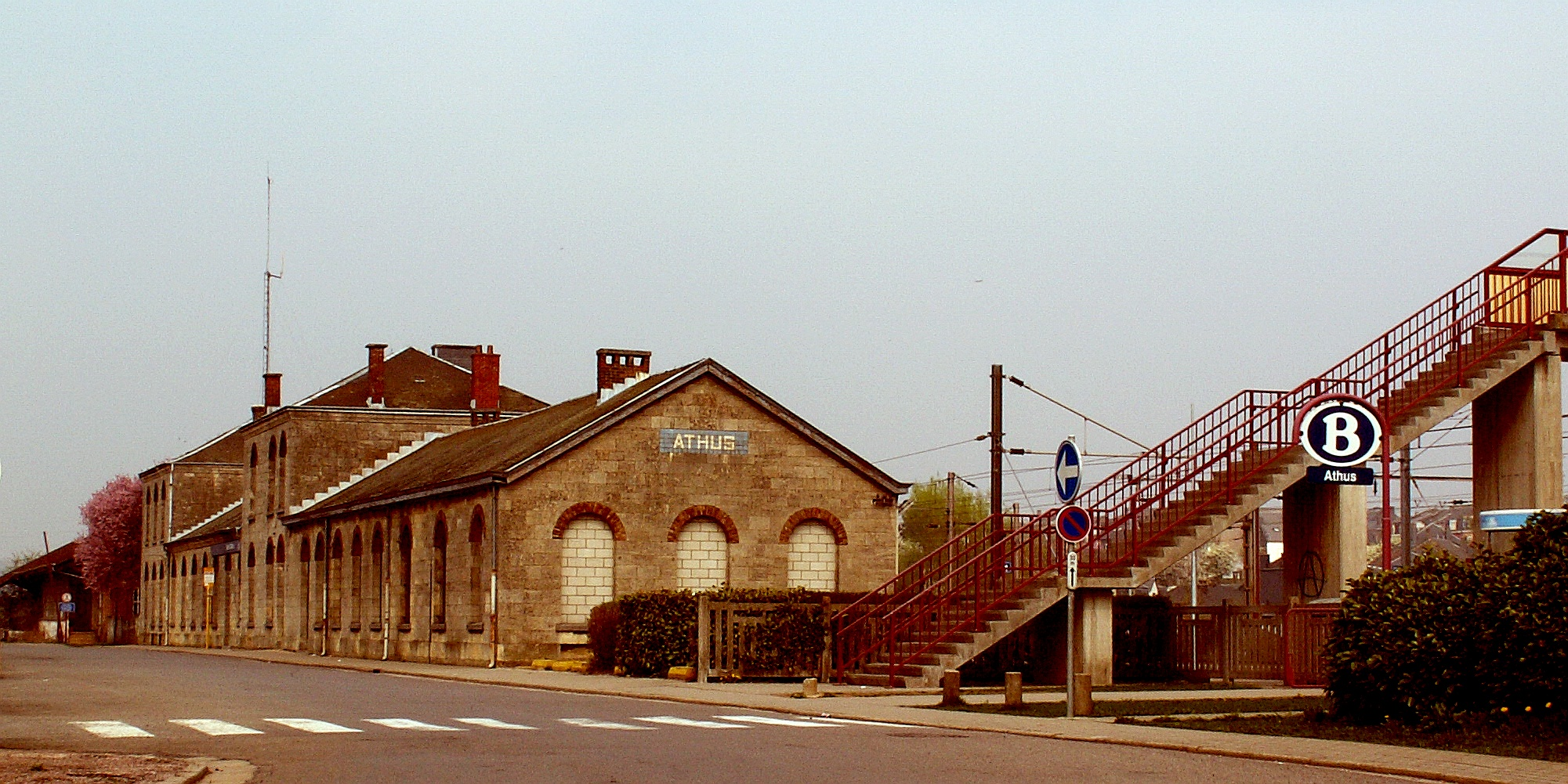
Gare d'Athus. L'aile au premier plan a été allongée ultérieurement.

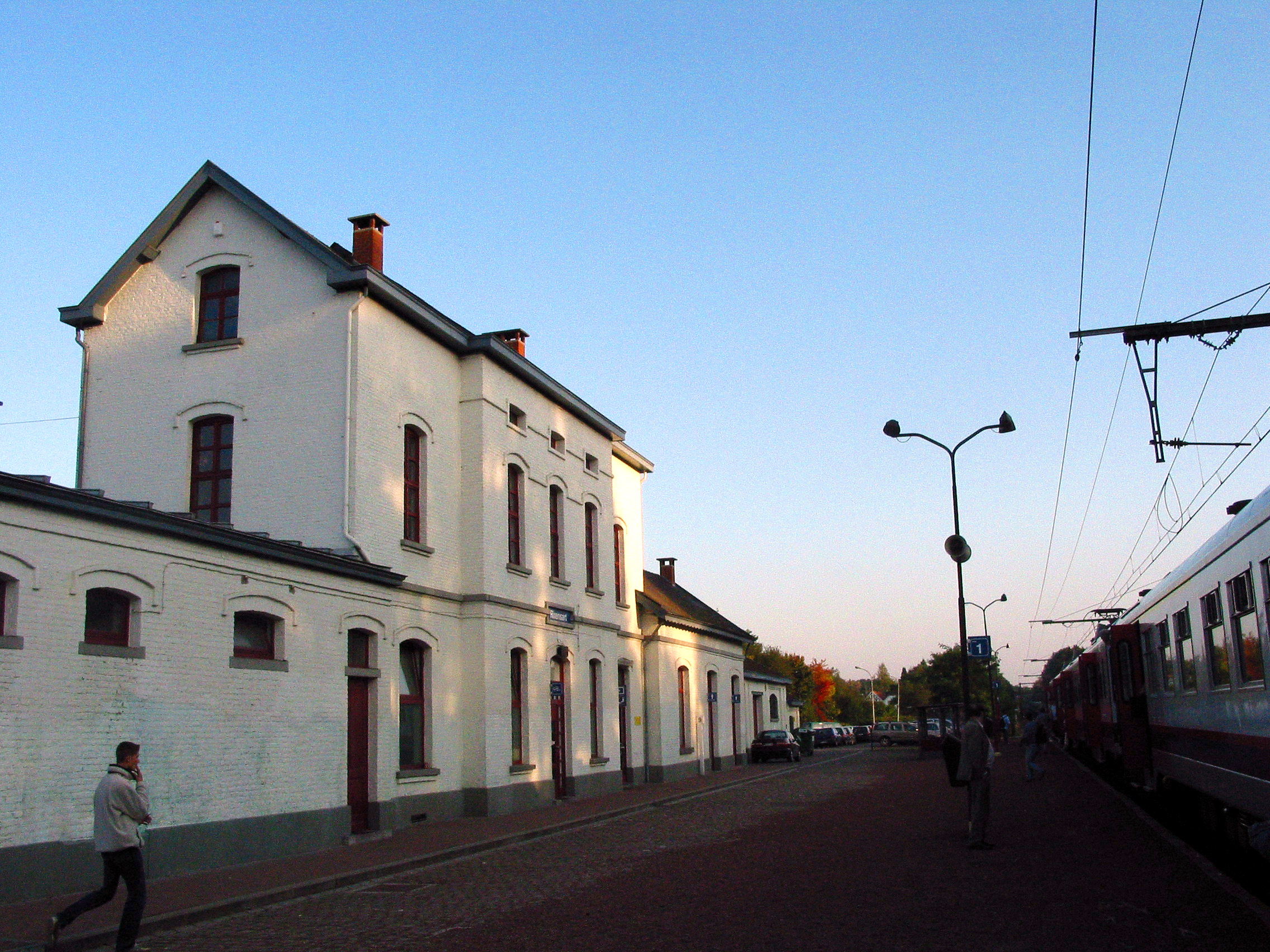
Gare de Rixensart.

Le bâtiment le plus monumental de la Grande Compagnie du Luxembourg est sa tête de ligne à Bruxelles : la gare du Quartier Léopold (renommée plus tard Bruxelles-Luxembourg). Cette gare de style électrique, construite de 1853 à 1854, surplombant les voies à l'aide d'un impressionnant soubassement, aurait dû comporter une façade d'une vingtaine de travées. Seule la partie centrale, de cinq travées, fut finalement réalisée ; les ailes basses qui entourent ce bâtiment, et ont toutes été démolies dans les années 2000, ont sans doute été construites après la reprise de la Grande compagnie du Luxembourg. Seule la façade de la partie centrale, a été conservée lors de la rénovation de la gare dans les années 2000.

### Stations hors-type
- La gare d'Arlon, située en bout de ligne, était un bâtiment plus dépouillé, comportant un corps central à étage de trois travées sous bâtière transversale, flanquée de deux ailes d'un seul niveau. Dans les années 1880, les Chemins de fer de l’État belge bâtirent le vaste bâtiment actuel, de style beaux-arts ; la gare d'origine fut démontée et reconstruite pierre par pierre à Mellier. À Mellier, le corps central est flanqué d'une aile basse de quatre travées et d'une aile de service, plus courte.
- Les images de la première gare de Libramont font défaut. D'après une description, il s'agissait d'un bâtiment unique. À la fin du XIXe siècle, un nouveau bâtiment le remplace.
- Le bâtiment de la gare d'Athus, menacé de démolition, semble dater de la Grande Compagnie du Luxembourg. Il s'agit d'un vaste bâtiment comportant deux parties hautes de trois travées sous toit à pavillon encadrant une aile de sept travées et dotée d'une autre aile de deux travées, plus tard portée à huit. La façade est en blocs de pierre, les travées, irrégulièrement espacées, sont toutes coiffées d'arcs-en-plein cintre de brique.
- Rixensart possède un haut bâtiment de deux niveaux et demie qui a peut-être connu un surhaussement de ses ailes, en effet, le corps de logis, de cinq travées, possède une avancée au niveau des trois travées centrales. Deux ailes basses, peut-être ultérieures, flanquent ce bâtiment.
- Le bâtiment, disparu, de la gare de Boitsfort comporte plusieurs parties, dont certaines semblent avoir été construites à l'époque de la Grande compagnie du Luxembourg. Il s'agissait d'une grande bâtisse sans étage munie d'un logement de fonction à étage.

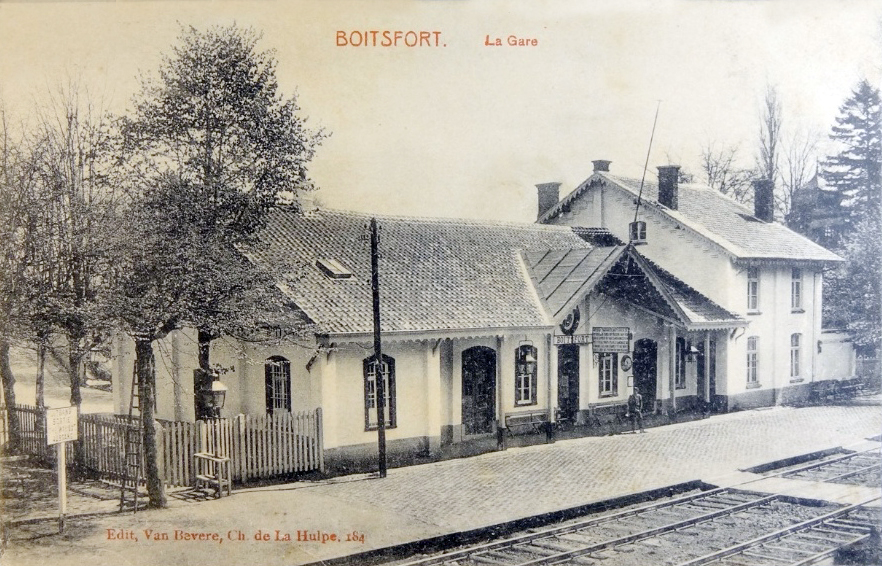
Boitsfort
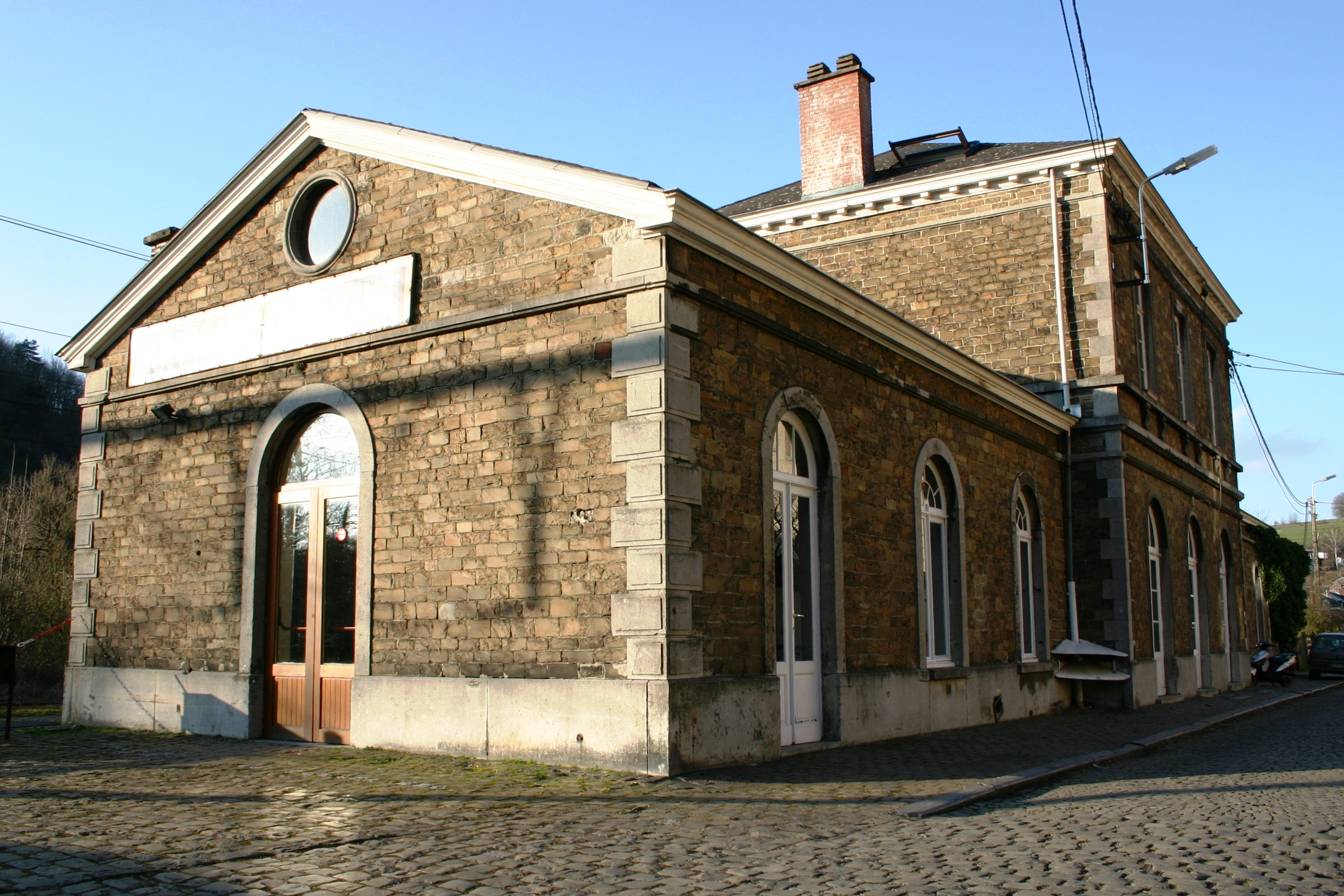
Comblain-au-Pont
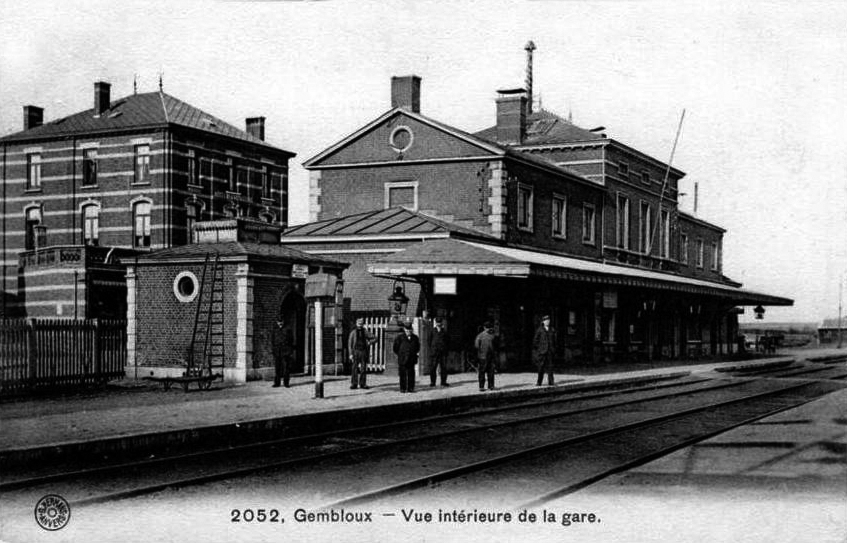
Gembloux
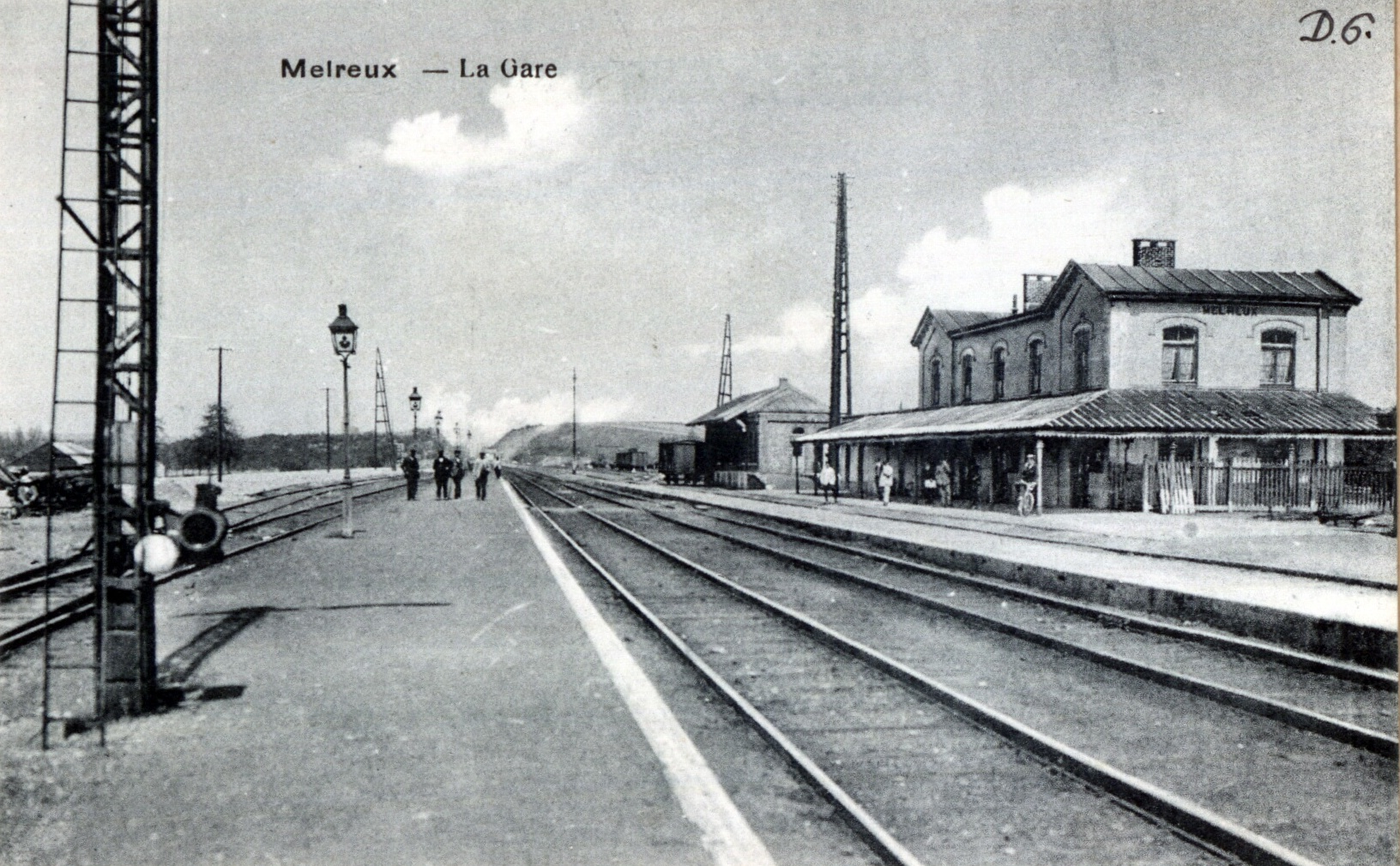
Melreux-Hotton

### Plans standard
Les autres gares de la compagnie appartiennent à des plans standard :
Les villes importantes situées sur la ligne ont reçu des gares appartenant à deux types
- Marche-en-Famenne et Comblain-au-Pont furent dotées d'un bâtiment néo-classique à deux niveaux composé, au centre, d'un corps de logis à trois travées à deux niveaux sous toit à croupes flanqué de part et d'autre par deux ailes symétriques à un étage de trois travées sous bâtière avec un oculus au niveau de chaque pignon. Au rez-de-chaussée, toutes les ouvertures sont des portes surmontées d'arcs en plein cintre. À l’étage, les fenêtres sont rectangulaires[9].
  - La gare de Gembloux (désormais démolie) possède des similitudes avec ce plan et son aspect est peut-être le résultat d'un surhaussement d'une gare de ce type[9], elle se distingue par un demi-niveau supplémentaire, dans les combles, et une toiture en pavillon pour le corps central.
- Les gares de Marloie et Melreux-Hotton (toutes les deux disparues) ont été construites en même temps que la ligne de l'Ourthe. Il s'agit de bâtiments de style néoclassique, entièrement à deux niveaux, comportant au centre, d'un élément de trois travées sous bâtière flanqué de part et d'autre par deux pavillons d'une travée sous bâtière transversale. Chaque façade est symétrique. Au rez-de-chaussée, toutes les ouvertures sont des portes surmontées d'arcs bombés. À l’étage, les seuils des fenêtres s'étirent en cordon et un cordon de briques relie le larmier des portes au rez-de-chaussée[9].

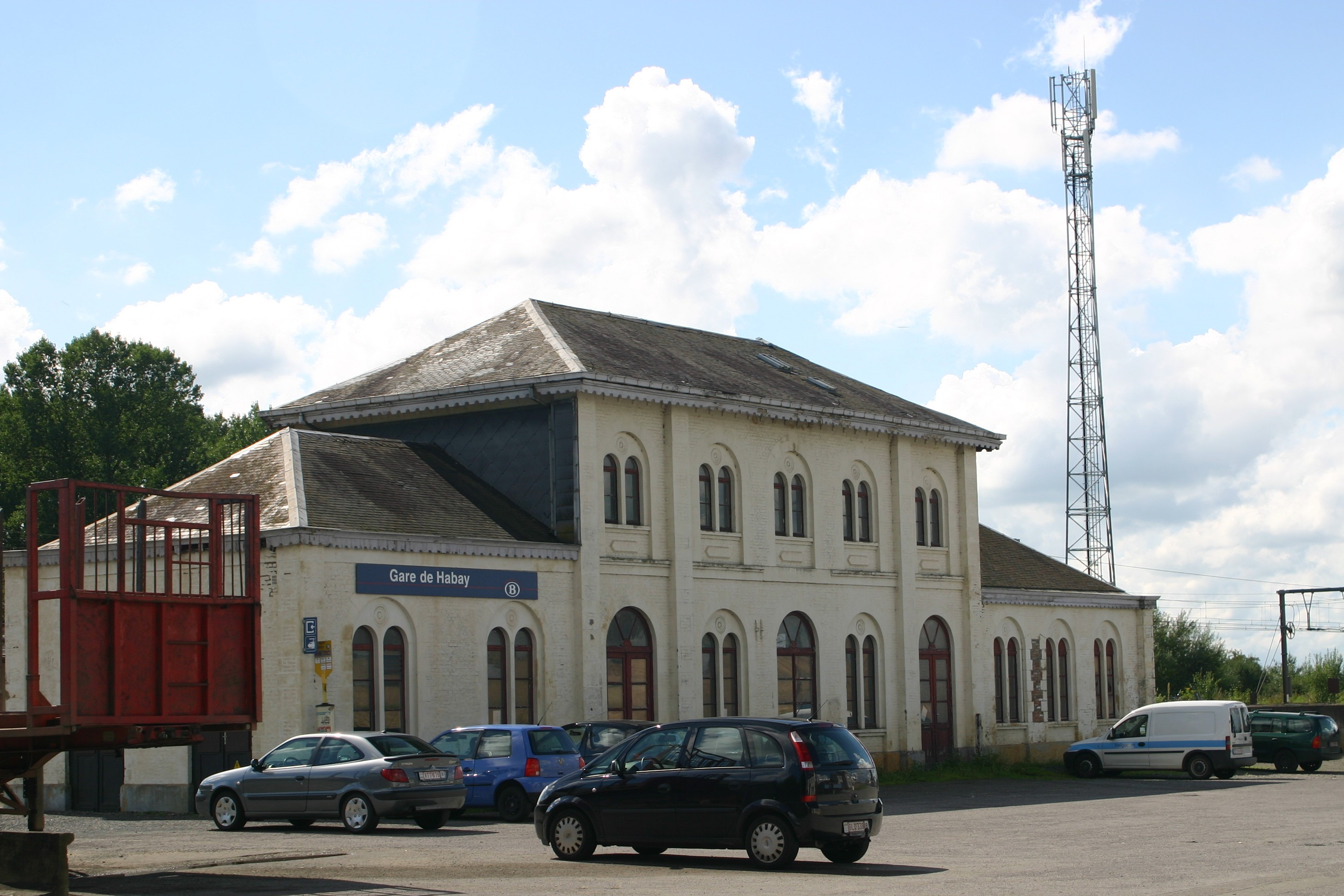
Habay.

Un certain nombre de villages et petites villes ont également reçu un bâtiment de gare.
- Un type fort répandu (au moins six gares construites, potentiellement davantage) a été construit à Assesse, Natoye, Ciney, Jemelle, Marbehan[10] et Habay.
  - Celle de Marbehan est détruite dès le début des années 1880 au profit d'une autre, plus vaste, qui a depuis été démolie à son tour
  - Celle, plus grande, de Ciney connaît exactement le même sort quelques années plus tard
  - À Jemelle, la gare d’origine est dédoublée par un autre bâtiment similaire à une date inconnue puis, en 1907, ces deux bâtiments cèdent la place à un vaste bâtiment qui aurait dû être agrandi par la suite et sera détruit par faits de guerre en 1940.
  - La gare de Natoye a été très fortement altérée par les Chemins de fer de l’État belge, perdant pratiquement tous ses ornements d'époque ; elle existe toujours sous cette forme
  - Seules les gares d'Assesse et Habay ont survécu jusqu'au XXIe siècle en état proche de l'origine, celui d'Assesse, à l'abandon depuis plusieurs années, a tragiquement été démoli en 2017
- Le type qui semble le plus répandu (au moins huit gares construites, peut-être davantage) a été construit sur la ligne du Luxembourg à Chastre, Mont-Saint-Guibert, Saint-Denis-Bovesse et Rhisnes, ainsi que sur la ligne de l'Ourthe à Tilff, Esneux, Bomal et Barvaux.
  - La gare de Bomal a été démolie et remplacée par un bâtiment en pierre dans les années 1970.
  - Les gares de Chastre et Mont-Saint-Guibert ont été démolies dans les années 1980 et 1990 au profit de petits bâtiments.
  - Celles de Rhisnes, a été très fortement agrandie par la construction d'un long bâtiment bas adjacent à la gare d’origine. Elle existe toujours mais en mauvais état
  - Celles de Saint-Denis-Bovesse et de Barvaux ont été remplacées par des bâtiments sans étage au tournant du XXe siècle mais sont restées debout car elles servaient de logement de fonction et de local de service pour les nouvelles gares. À Barvaux, la gare d'origine a fini par disparaître tandis qu'à Saint-Denis-Bovesse, le bâtiment moderne a été démoli et celui d'origine a été reconverti en habitation.
  - À Tilff et Esneux, les gares ont été fortement agrandies à la fin du XIXe siècle : chacune de ces gares s'est vue flanquée d'ailes, identiques, de trois et quatre travées, à toit-terrasse ; elles existent toujours sous cette forme
- L'ancienne gare de Naninne, remplacée par un nouveau bâtiment dans les années 1890, est un très petit bâtiment de style néoclassique comportant un étage, très bas. Ce bâtiment, démoli à une date inconnue, comportait trois travées au rez-de-chaussée ; celles de l'étage, moins nombreuses, se terminaient en lucarne car elles étaient plus basses que la corniche[11]. D'autres gares de ce type peuvent avoir existé.
- Sur la ligne 163 (Libramont - Bastogne), un autre modèle de gare est bâtie pour tous les arrêts intermédiaires (Bernimont, Wideumont, Morhet, et Sibret). Il s'agit de petits bâtiments à étage comportant de chaque côté une avancée de deux étages sous un pignon transversal ; des ailes latérales, sans étage, ont vraisemblablement été ajoutées ultérieurement. La gare de Comblain-la-Tour sur la ligne de l'Ourthe, est proche de ce modèle mais le bâtiment est plus étroit et le pignon semble plus haut car le reste du faîte de la toiture est plus bas.
  - Comblain-la-Tour a été démolie dans les années 1970 au profit d'un nouveau bâtiment ;
  - Bernimont, Morhet et Sibret ont été reconverties en habitation (Sibret fut fortement agrandie et revêtue de matériaux modernes), Wideumont a perdu ses étages supérieurs, ses ailes et ses avancées.

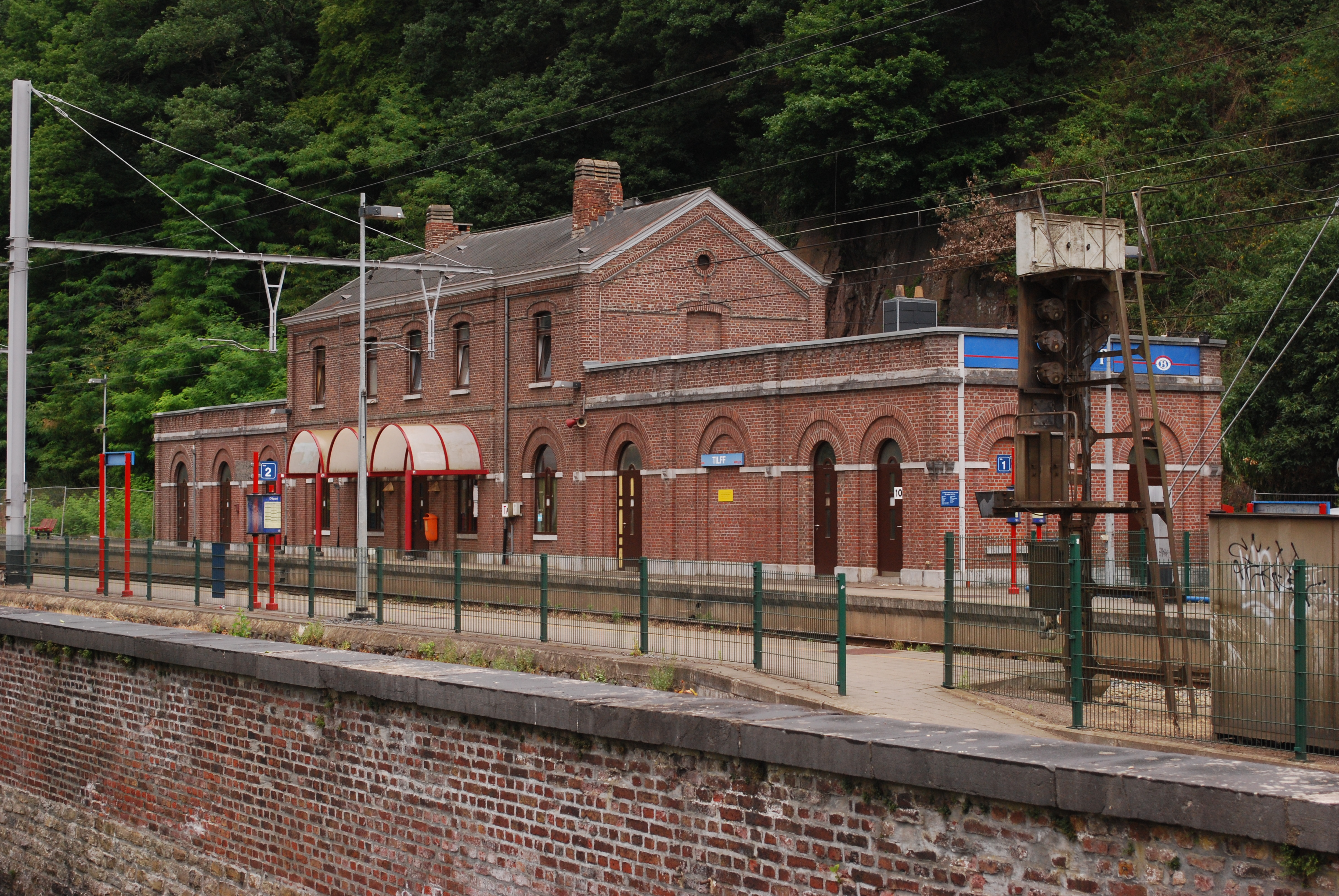
Tilff, côté voies
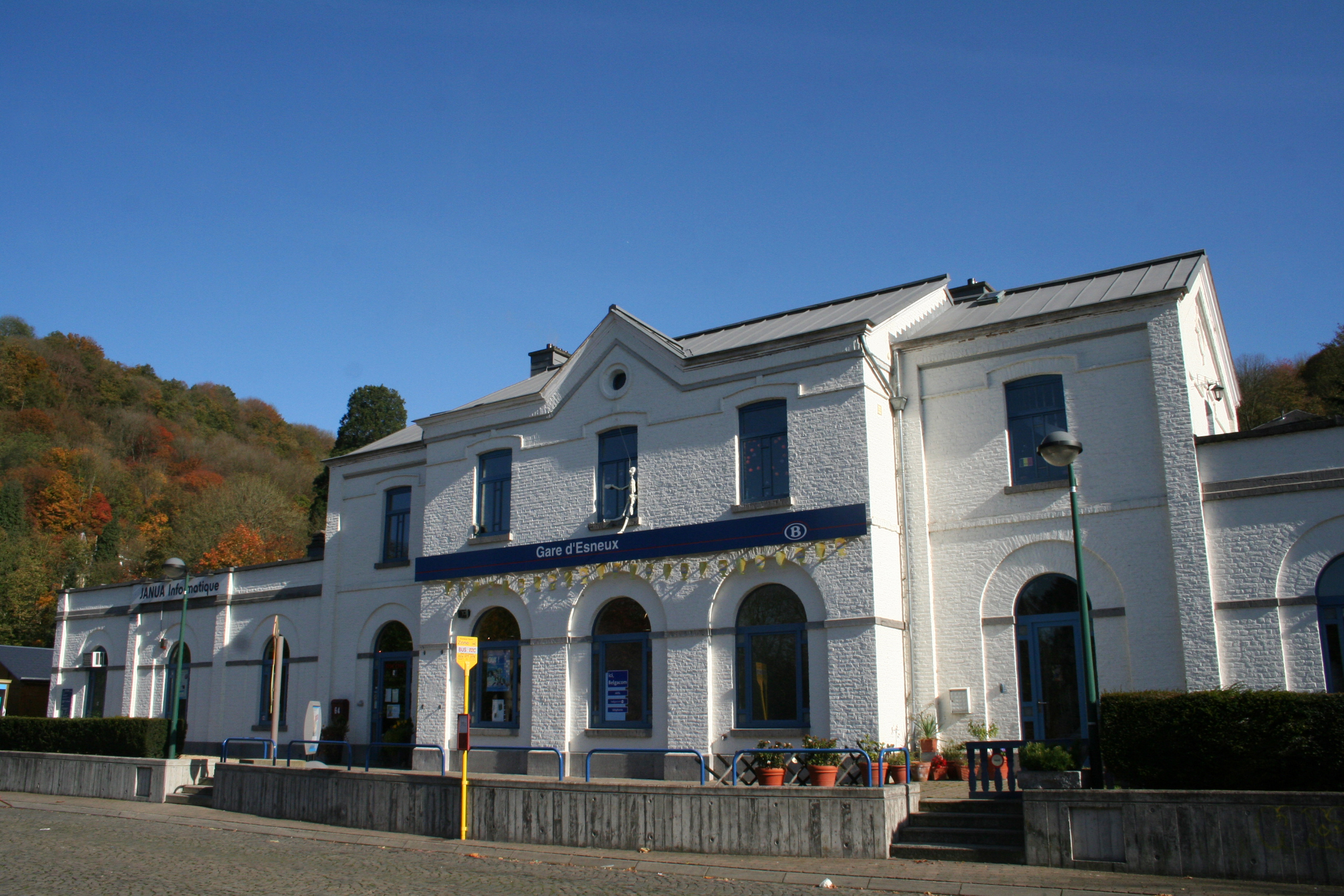
Esneux
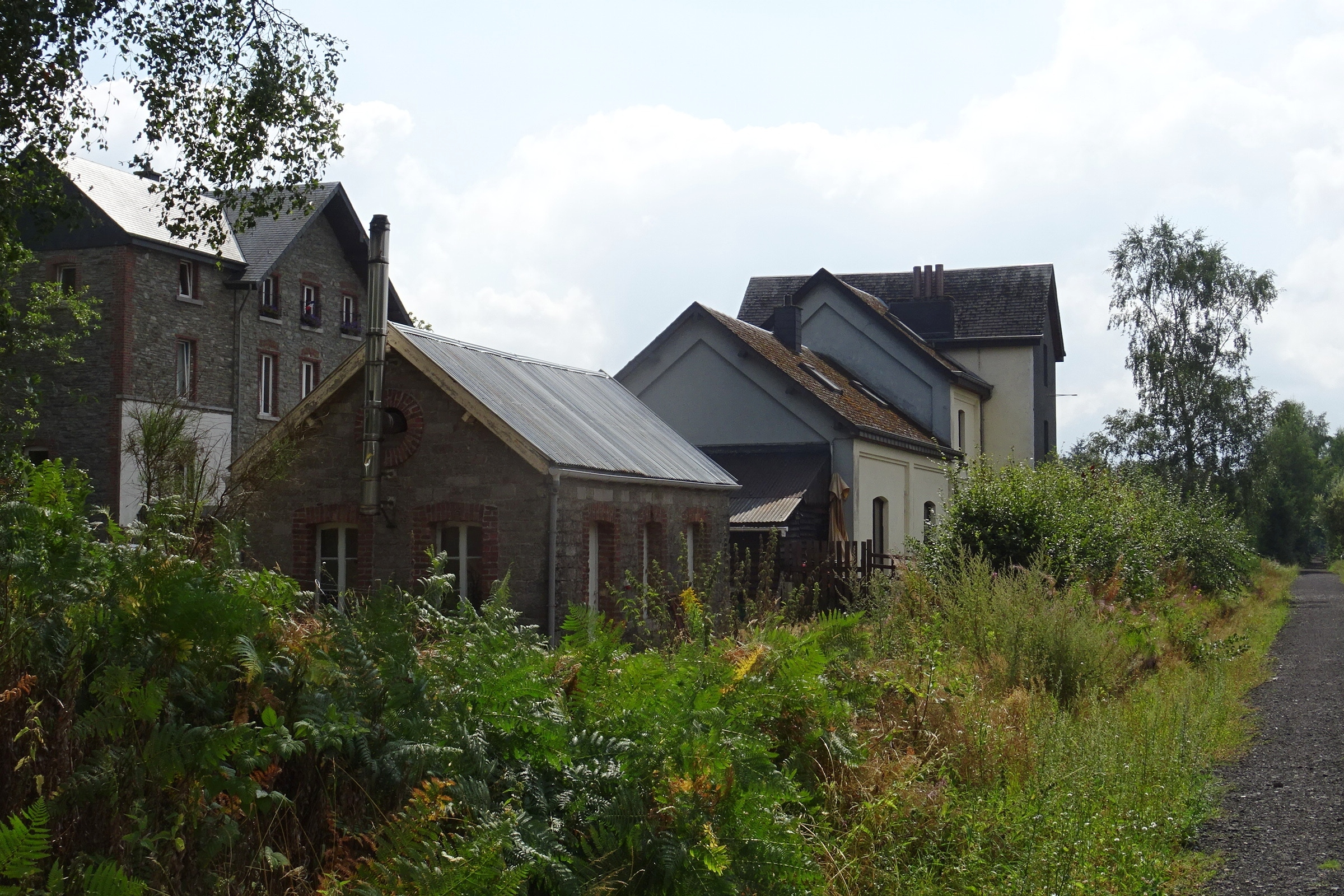
Morhet.
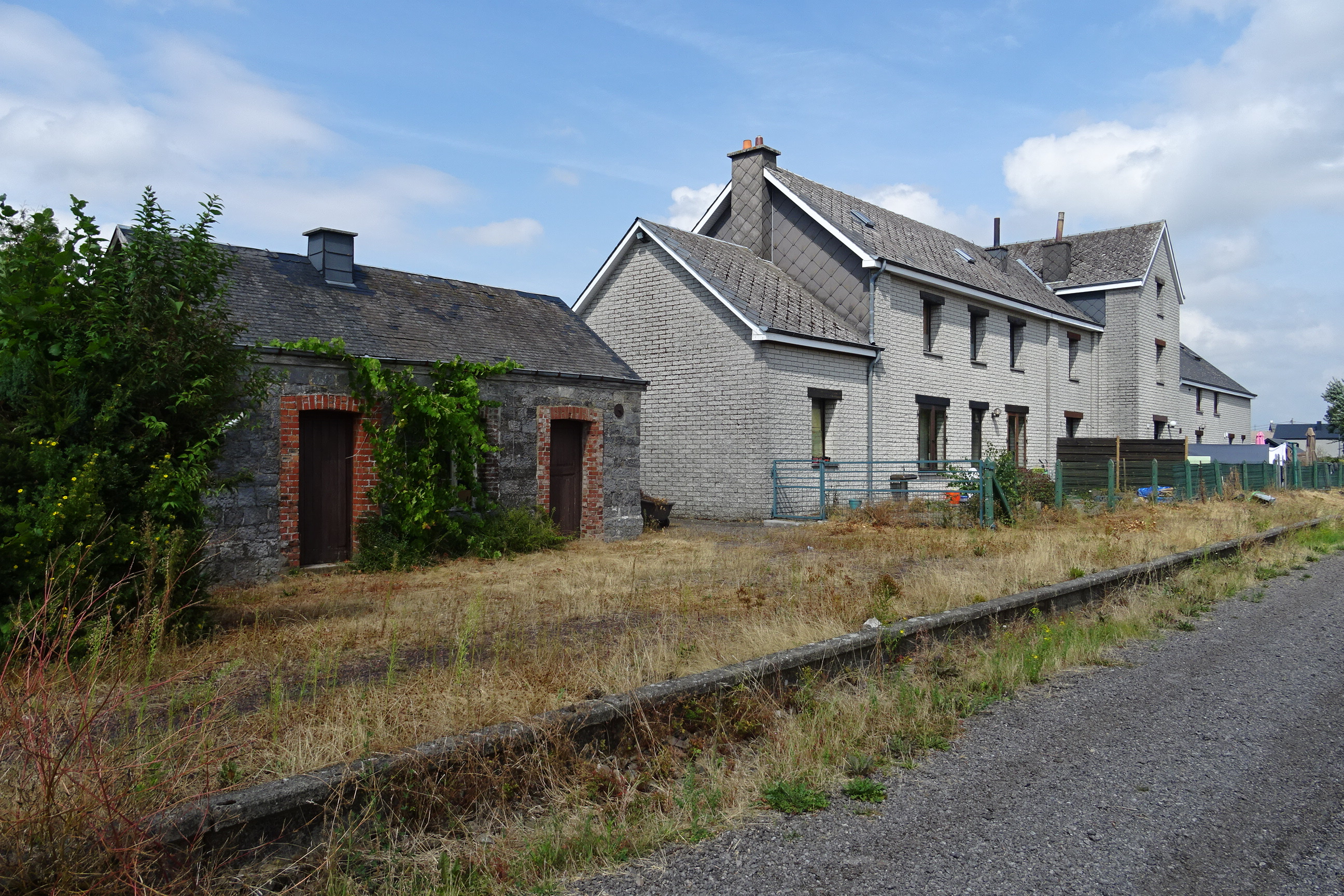
Sibret.